# Església de Jesucrist dels Sants dels Darrers Dies (Strangita)

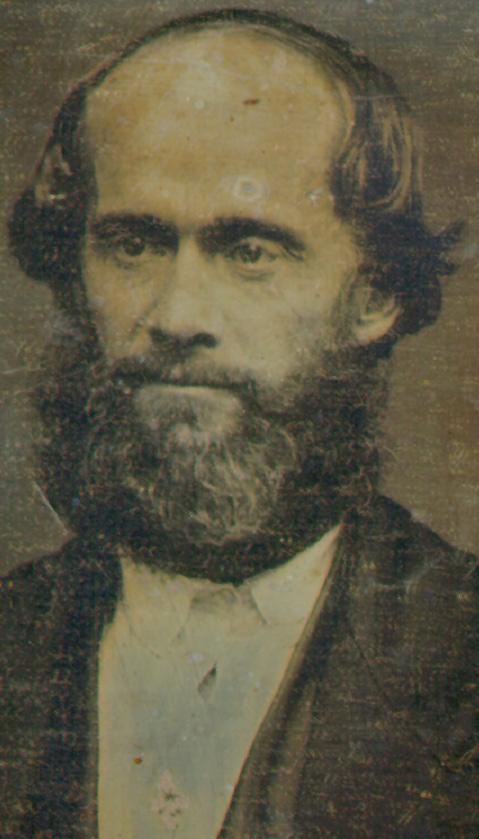
James J. Strang

L'Església de Jesucrist dels Sants dels Últims Dies (Strangita) és una denominació del Moviment dels Sants dels Últims Dies, amb al voltant de tres centenars de membres a partir del 1998. És una organització totalment separada de l'Església de Jesucrist dels Sants dels Últims Dies, que és considerablement més gran i més coneguda, encara que ambdues esglésies diuen que són de l'organització original establerta per Joseph Smith (fill), el 6 d'abril de 1830. L'església Strangita té la seu a Vore Nova York, als afores de Burlington, Wisconsin, i accepta les demandes de James Strang com a successor de José Smith, a diferència de les de Brigham Young, Sidney Rigdon, José Smith III, o qualsevol altre mormó líder.